# Aeroportul Jeh
Aeroportul Jeh (IATA: JEJ) este un aeroport din Insulele Marshall ce deservește zona Ailinglaplap Atoll⁠(d).
Situat la o altitudine de 1 m, aeroportul dispune de o singură pistă.